# Mediengestalter Bild und Ton
Mediengestalter Bild und Ton ist ein staatlich anerkannter Ausbildungsberuf mit den Schwerpunkten Ton- und Videotechnik. Die Ausbildung qualifiziert dazu, Bild- und Tonaufzeichnungen zu bearbeiten sowie bei Live-Übertragungen Bild- und Tonmischungen vorzunehmen. Die Ausbildung gilt als Basisqualifikation für viele spezialisierte Berufsbilder im Bereich der Film- und Fernsehproduktion.

## Aufgabengebiete
Mediengestalter Bild und Ton (MGBT) werden insbesondere von Rundfunkanstalten, Tonstudios, Werbeagenturen sowie Film- und Fernsehproduktionsfirmen eingesetzt. Ein großer Anteil der MGBT arbeitet als Freiberufler.
MGBT erwerben je nach Ausbildungsbetrieb unterschiedliche Kernqualifikationen. Bei einem Radiosender liegt der Fokus auf der Gestaltung mit Ton. Bei Film- und Fernsehproduktionsfirmen auf Bild und Ton, bei Firmen mit Einsatz von speziellen Effekt- oder Animationssprogrammen liegt der Fokus eher auf dem Bild und ggf. auf der Programmierung.
Diese Aufzählung kann genommen werden, ist aber nur ein Beispiel.
Typische Aufgabengebiete sind:
- Assistenz bei Erstellung von Bild- und Tonmaterial durch den Kameramann oder Toningenieur
- Beleuchtung, Dekorationsarbeiten
- Bearbeitung von Ton und Bild (Editing)
- Erstellung von Bauchbinden und Animationen
- Mischung von Ton- und Bildsignalen unter Live-Bedingungen
- Zusammenarbeit mit dem Autor/Redakteur, produktionstechnische Beratung
- Berücksichtigung redaktioneller und gestalterischer Gesichtspunkte
- Wartung, Bereitstellung und Bedienung einschlägiger Geräte

Zum Teil werden diese Arbeiten selbständig durchgeführt, teilweise aber auch aufgrund gestalterischer Vorgaben von Regisseuren, Kameraleuten oder Redakteuren.
Grundsätzlich ist dies abhängig von Art und Umfang der Produktion sowie den Qualifikationen des MGBTs und letztlich seinem Auftraggeber bzw. Arbeitgeber.

## Ausbildung
Mediengestalter Bild und Ton ist seit 1996 ein in Deutschland nach dem Berufsbildungsgesetz geregelter Ausbildungsberuf. Er ist ein inhaltlich bewusst breit angelegter Ausbildungsberuf, der zu einer Vielzahl von Tätigkeiten in der AV-Medienproduktion befähigt. So ist damit unter anderem für das Berufsfeld des Tontechnikers erstmals eine staatlich anerkannte Ausbildungsgrundlage geschaffen worden. Die Ausbildungszahlen sind seit 1996 stetig gewachsen, seit 2000 ungefähr konstant, sieht man von Umschulungsmaßnahmen ab. Ausbildungsplätze gibt es sowohl bei Fernsehsendern als auch bei freien Produktionsfirmen, in der Werbebranche usw. Das Berufsbild wurde zum 1. August 2006 neu geordnet. Es ist überarbeitet, modernisiert, aber nicht grundsätzlich verändert worden.
Die reguläre Dauer der Ausbildung beträgt drei Jahre. Neben der Ausbildung im Dualen System bieten auch privatwirtschaftliche und gemeinnützige Bildungsträger eine Ausbildung oder eine Umschulung für diesen Beruf an. Anstelle der Berufsschule werden die theoretischen Kenntnisse beim Bildungsträger vermittelt und durch berufspraktische Ausbildung in Betrieben ergänzt.
Als Mediengestalter Bild und Ton soll man vielseitig eingesetzt werden und laut Berufsbeschreibung Produktionen planen, organisieren und durchführen können. Da solche Produktionen sehr komplex sind und viele Bereiche berühren, ist die Ausbildung entsprechend vielfältig angelegt und führt zu unterschiedlichsten Einsatzmöglichkeiten im späteren Berufsleben. Nachfolgend sind die wichtigsten Ausbildungsbereiche aufgelistet:
- Elektrotechnik: Zu den Grundlagen zählen Kenntnisse über Strom, Schaltpläne, Umgang mit dem Lötkolben, Arbeitssicherheit
- Videotechnik: Signalarten in der Videotechnik (FBAS, YUV, SDI etc.), MAZ-Technik, Bildmischer, Kreuzschienen, Messtechnik, Blockschaltbilder und Anschlusspläne
- Kamera: Optik, Aufbau und Funktion einer Kamera, Kamerasysteme, Timecode, Weißabgleich, Umgang mit dem Stativ
- Licht: Grundlagen des Sehens, Farbtemperatur, Lampenarten, Filter und Folien
- Schnitt: Montagetheorie, Umgang mit linearen Schnittsystemen, Umgang mit non-linearen Schnittsystemen, Codecs
- Ton: Mikrofonierung, Tonpegel, Tonbearbeitung (Nachvertonung, Mischung, Tonschnitt), Stereoverfahren
- Gestaltung: Visuelle Gestaltung, Bildkomposition, Goldener Schnitt, Dramaturgie, Journalistische Formate, Exposé, Treatment, Drehbuch/Drehplan
- Animation: Technische Grundlagen, Umgang mit 2D- und 3D-Animationssoftware, Designprinzipien, Kompositionen, Bauchbinden, Logoanimationen, Visuelle Effekte …
- Medienwirtschaft: Hier handelt es sich um ein eigenständiges Prüfungsfach, in dem alle Inhalte zum betriebswirtschaftlichen und rechtlichen Rahmen der Medienproduktion zusammengefasst sind. Einzelne Themenbereiche sind u. a.: Rundfunkstaatsvertrag, Medienrecht (Urheberrecht, Wettbewerbsrecht, Persönlichkeitsrechte, Drehgenehmigungen), Kalkulation von Film- und TV-Produktionen, Verwertungsgesellschaften
- WiSo: Ebenfalls ein eigenständiger Prüfungsbereich ist Wirtschafts- und Sozialkunde.

## Weiterbildung
Mediengestalter Bild und Ton können sich unter anderem weiterqualifizieren zum Kamera-Assistenten und zum Filmeditor. In Köln und München gibt es eine Weiterbildung zum Kameraoperator (IHK) und die Fernsehakademie Mitteldeutschland bietet eine Weiterbildung zum Geprüften Kameramann (IHK) an.
Viele junge Leute machen die Ausbildung zum Mediengestalter Bild und Ton heute direkt nach dem Abitur, um gut auf ein Studium an einer technischen Universität oder Fachhochschule vorbereitet zu sein – in sowohl theoretischer als auch praktischer Hinsicht. Derartige Hochschulen erkennen die Ausbildung meist als Vorbildung oder Praktikum an.
Seit Mitte 2012 gibt es einen Meisterabschluss für MGBT, den Geprüften Meister Medienproduktion Bild und Ton. Diese Aufstiegsqualifikation zielt darauf ab, MGBT in den Bereichen Planung, Kalkulation und Betriebsmanagement fortzubilden. MGBT sollen in die Lage versetzt werden, komplexe Projekte zu planen, zu organisieren und zu steuern. Gleichzeitig können sie eine Schnittstellenfunktion zwischen Produktion, Redaktion und Technik übernehmen.

## Herausforderungen und Chancen

### Generative Künstliche Intelligenz (KI)
Aufgrund der stetigen Weiterentwicklung der generativen KI zur Bild-, Ton- und Videoerzeugung entstehen diverse Herausforderung aber auch Chancen für das Berufsbild des Mediengestalter Bild und Ton.
Herausforderungen finden sich aktuell hauptsächlich in der KI basierten Generierung von audiovisuellen Inhalten für Werbung, Social Media, Dokumentation und fiktionalem Film. Hier können realistische oder stilisierte Bild- und Tonaufnahmen z.b. durch einfache Text-Eingabe oder durch eine Bild-Referenz recht kostengünstig am Computer erzeugt werden. Die klassischen Aufgaben des Berufsbilds, sprich die Aufnahme und Nachbearbeitung audiovisueller Inhalte könnte sich dadurch in diesen Bereichen perspektivisch verringern.
Chancen entstehen hingegen z. B. in der Live-Übertragung oder in der Berichterstattung, da Realaufnahmen durch die steigende Nutzung generativer KI durch Laien eine immer größerer Bedeutung erhalten könnten. Auch könnten Mediengestalter Bild und Ton bei der professionellen Auswahl generierter Bild- und Ton-Inhalte unterstützen oder selbst zum Prompt-Ingenieur werden. Auch bei der Nachbearbeitung durch KI Tools könnten sich Mediengestalter Bild und Ton kompetent einbringen.
Aktuell relevante KI Modelle zur Videoerstellung sind Veo, Kling AI, Runway und Sora. Ungeklärt ist derzeit jedoch noch oft das Urheberrecht für KI generierte Bild- und Ton-Inhalte.

### Social Media
Aufgrund der stets wachsenden Audio- und Videoplattformen im Bereich Social Media und der damit verbundenen Dezentralisierung professioneller Inhaltserstellung entstehen diverse Herausforderung aber auch Chancen für das Berufsbild des Mediengestalter Bild und Ton.
Herausforderungen finden sich aktuell in der Adaption der in der Ausbildung vermittelten Inhalte auf die schnelllebigen Trends im Bereich Social Media. Auch die gezielte Bedienung unterschiedlicher Plattformen mit ihren breit gefächerten Zielgruppen stellt eine Herausforderung für das Berufsbild da. 
Chancen ergeben sich hingegen in der breiten Masse an neuen Handlungsfelder und die Möglichkeit auf Selbständigkeit. Durch die enorme Masse an professionellen Audio- und Videoproduktionen im Bereich Social Media, erschließen sich für das Berufsbild neue berufliche Perspektiven und potentielle Arbeitsplätze. Auch eine Selbständigkeit mit geringem Budget ist in diesem Bereich möglich. 
Aktuell relevante Social-Media-Plattformen sind YouTube, TikTok, Instagram und Facebook. 

## Angrenzende Berufsausbildungen
Seit 2023 gibt es die staatlich anerkannte duale Ausbildung zum Gestalter für immersive Medien, welche angrenzende Ausbildungsinhalte behandelt, sich jedoch auf die Konzeption, Gestaltung und Entwicklung von immersiven Filmproduktionen in 360° sowie 3D/VR180 und von interaktiven 3D-Anwendungen für VR, AR und MR fokussiert.
Weiter existiert in Deutschland auch die staatlich anerkannte duale Ausbildung zum Mediengestalter  Digital und Print, welche sich in der Konzeption und Gestaltung hingegen auf Print-Produkte wie Bücher und Magazine, sowie auf die Nutzeroberfläche von Digital-Produkten wie Web- und Mobile-Applikationen fokussiert.